# Alla Kuli

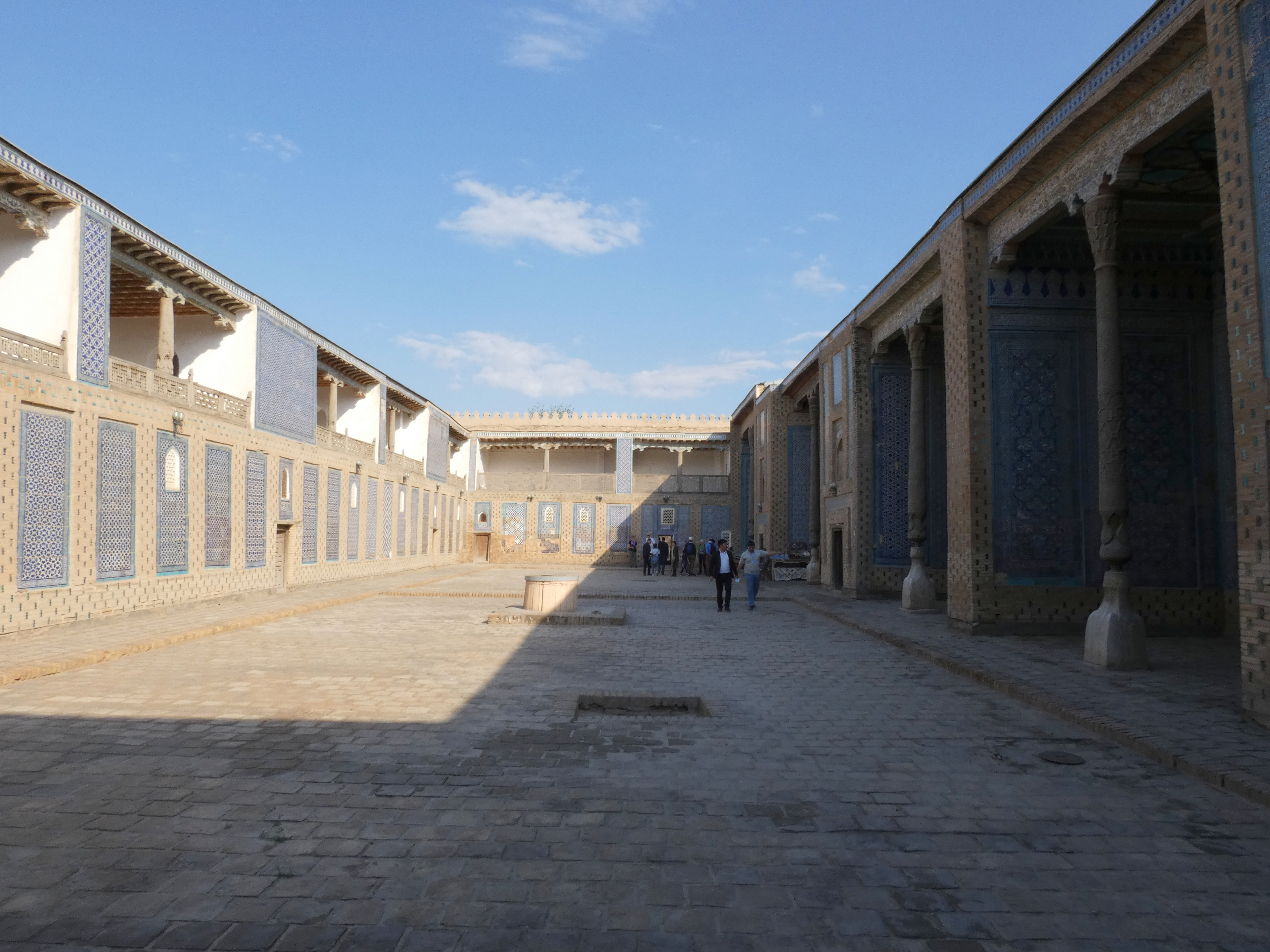
Der Haremshof des unter Alla Kuli errichteten Palastes Tasch Hauli

Alla Kuli († 1842) war Khan des Khanats Chiwa.

## Leben und Wirken
Alla Kuli Khan herrschte von 1825 bis 1842. In seiner Regierungszeit wurden in Chiwa umfangreiche Baumaßnahmen durchgeführt, die heute Teil des UNESCO-Welterbes Ichan Qalʼа sind. So ließ er in der Zitadelle Konya Ark die Moschee des Khans errichten, welche in eine räumlich geschlossenen Wintermoschee und eine zum Hof hin offene Sommermoschee geteilt und mit Majoliken mit komplizierten Pflanzenmustern ausgekleidet ist. Im Osten der Altstadt ließ Alla Kuli Khan ein neues städtisches Zentrum errichten. Die Medrese Churdshum wurde umgebaut, die deutlich größere und schmuckreichere Medrese Alla Kuli Khan errichtet. Letztere erhielt als Waqf die sich unmittelbar nördlich anschließende Händlerpassage Tim und die Karawanserei Alla Kuli Khan.
Der Karawanserei gegenüber ließ Alla Kuli Khan den Palast Tasch Hauli bauen. Tasch Hauli wurde im Inneren mit umfangreichem Dekor versehen und ist heute ein Museum. Im Harem des Palastes hatte Alla Kuli Khan seine privaten Gemächer und im  Paraderaum Ischrat Hauli (Hof des Vergnügens) empfing der seine Gäste.
Seine Regierungszeit sah im Winter 1839/40 einen russischen Vorstoß auf Chiwa. Drei Bataillone Infanterie und drei Regimenter Kosacken unter General Wassili Alexejewitsch Perowski, dem Gouverneur Orenburgs sollten Chiwa unterwerfen, nicht zuletzt um dem britischen Einfluss in Mittelasien zuvorzukommen (vgl. The Great Game). Der militärische Zusammenstoß bei Ak-Bulak ging zwar zugunsten der Russen aus, aber der Winter war ungewöhnlich hart und die "Kirgisen" in russischen Diensten weigerten sich, gegen ihre Glaubensbrüder zu kämpfen. Letztlich scheiterte die Durchquerung der Wüste und nur ein geringer Teil der Soldaten kehrte nach Orenburg zurück. Alla Kuli Khan ließ aber als versöhnliche Geste die russischen Gefangenen frei und verbot den Handel mit russischen Sklaven. 
Nach seinem Tod wurde Alla Kuli Khan in der Nekropole der Khane von Chiwa bei der Gedenkstätte Pahlawan Mahmud bestattet. Er wurde in einem angebauten Ostflügel beerdigt.